# Svenska FN-förbundets pris för mänskliga rättigheter
Svenska FN-förbundets pris för mänskliga rättigheter är ett pris som årligen delas ut av Svenska FN-förbundet.
Priset avser uppmärksamma enskilda personers arbete med att stärka de mänskliga rättigheterna i Sverige. Pristagaren ska vara en enskild person som gjort särskilt betydelsefulla insatser.

## Mottagare
- 2014 Soran Ismail[2], komiker, programledare och skribent
- 2015 Annika Jyrwall Åkerberg[3], jurist och författare
- 2016 Sara Mohammad[4], människorättsaktivist och apotekstekniker
- 2017 Linnéa Claeson[5], handbollsspelare
- 2018 Amanda Kernell[6], regissör och skapare av filmen Sameblod (2016)
- 2019 Katarina Wennstam, för "avgörande betydelse för den svenska samhällsdebatten om flickors och kvinnors rättigheter på 2000-talet."
- 2020 Hédi Fried, för sin livsgärning som tjänar "som inspiration för andras arbete mot rasism och för alla människors lika värde och rättigheter".[7]
- 2021 Simon Häggström, för sitt arbete mot människohandel.[8]
- 2022 Bianca Kronlöf, för arbete för jämställdhet, feminism och unga, och mot rasism, sexism, orättvisor, tystnadskultur, jargong, patriarkala strukturer, ryggdunkanden och sexistiska skämt.[9]